# 帕查庫特克
帕查庫特克（克丘亞語：Pachakutiq，西班牙語：Pachacútec；意為「翻轉／擾亂／改變世界的人」）印加帝國君主（薩帕·印卡），約於1438年至1471年在位。帕查庫特克統治時期，對內對外均甚有作為，對印加帝國發展起到了重大的影響力。

## 帕查庫特克取得王位的說法

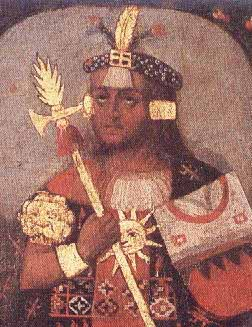
16世紀時所繪的薩帕·印卡帕查庫特克像。

關於帕查庫特克的取得王位，有兩種說法，一種是和平地繼承父親的王位，另一種則是他擊退外敵，然後被擁立為王。

### 父死子繼的說法
據印加王室後代印卡·加西拉索·德拉維加的說法，帕查庫特克是印加王維拉科查的婚生兒子及子嗣，當維拉科查故去後，他便順理成章，繼承王位。

### 驅逐昌卡人後取得王位的說法
另一種說法，就帕查庫特克的父親維拉科查在位時，遭受了一次昌卡人所領導的動亂，威脅到國都庫斯科的安危，而維拉科查郤連同儲君印卡·烏爾科一同出逃。帕查庫特克在一批將領及貴族的支持之下，英勇地擊退了敵軍的進犯（有一種版本更說，在緊急關頭，竟然有石頭化為戰士，協助帕查庫特克作戰），使之退至安塔瓦伊利亞。最後，帕查庫特克擊敗昌卡人，斬殺了他們的將領，用他們的頭顱為飲器，並乘著其顯赫戰功，廢黜父親維拉科查，自立為王。

## 內政

### 重建國都、大興土木

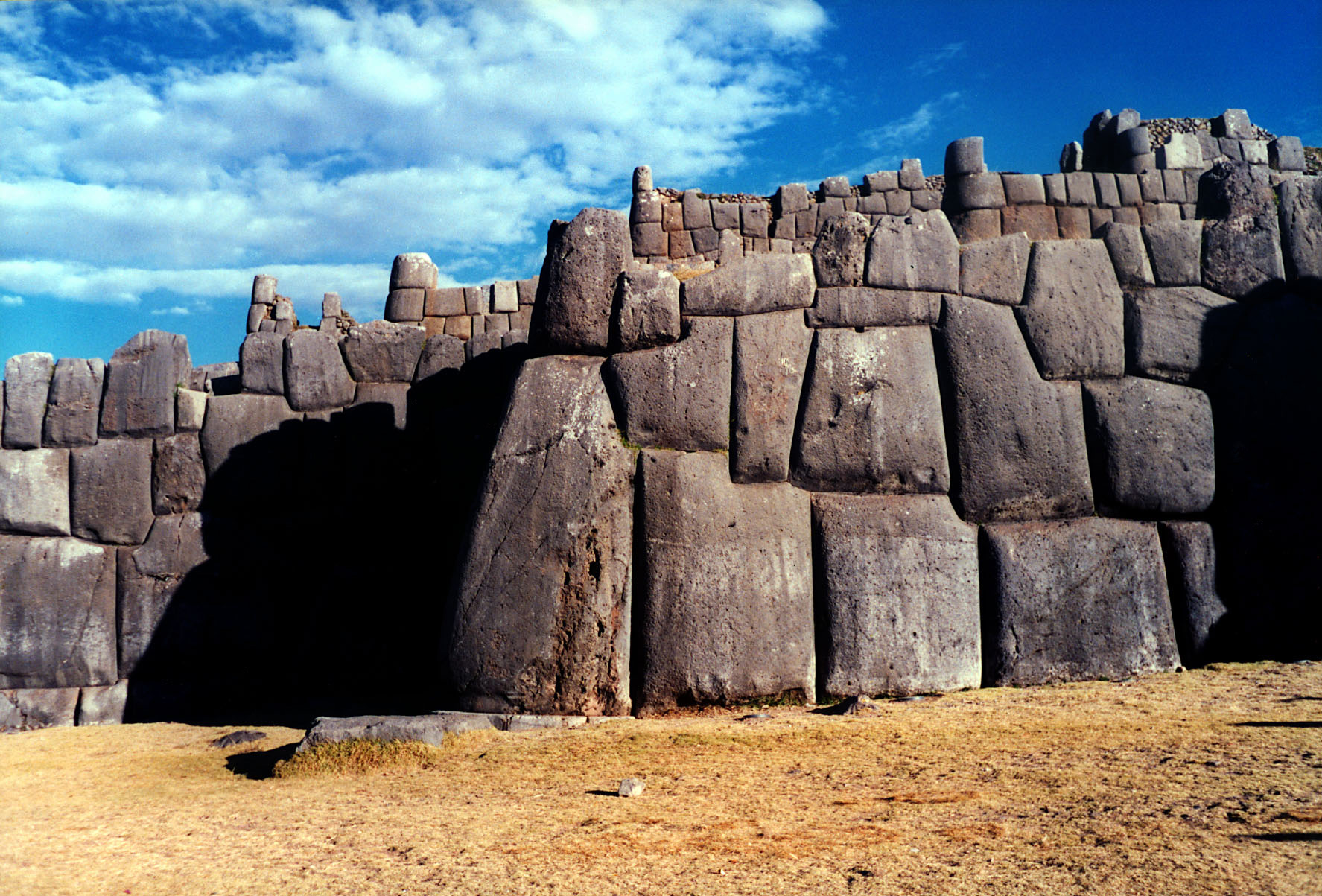
萨克塞华曼──位於印加帝國國都庫斯科以北。帕查庫特克在這裡修建碉堡，其後經歷代印加王擴建發展。

帕查庫特克在位期間，曾在國都庫斯科進行重建工程。他在下庫斯科（Hurin Cuzco）興建規模宏偉的太陽神廟，在旁又設有其他宗教建築，讓祭師及瑪瑪庫納（負責作雜役的婦女）居住。
此外，他又增修王宮、科里坎查（意謂「黃金區」），以及在庫斯科以北的萨克塞华曼興建碉堡，並在這裡貯存武器、衣物及金銀財寶（此項工程，在日後的印加諸王統治時陸續完成）。
為了營建國都庫斯科，帕查庫特克需要大量人民供其勞役，為此，他善用了米特馬克（意謂「移民」）制度。該制度是把被征服地的人民遷居他處，讓他們熟習印加政府的統治；在情況可許下，則將人民遷入庫斯科地區，讓他們提供徭役。

### 巡視帝國，體察民情
據《印卡王室述評》所記述，帕查庫特克為免久居深宮，不知下情，致使各地官員玩忽職守，暴虐人民，於是親自巡視國土，使各地官員及王室貴族律己以嚴，並讓人民有機會當面找他申冤，而他執法亦一絲不苟。由於帕查庫特克與歷代印加王一樣公正廉明，所以「才深受愛戴，並在印第安人中流芳數百年」。

### 修訂法律
據西班牙人布拉斯·巴萊拉神父的說法，帕查庫特克修訂了一些法律，以規範全國上下的生活習俗：
- 規定一律使用庫斯科語：全國各地官員、軍人，及任何職業的人，均須熟習掌握這種語言。為配合政策的推行，朝廷委派老師，到國都及各地任教。
- 禁止生活奢侈：規定除印加王及其子女外，任何人不得穿戴金銀寶石及彩色羽毛等貴重飾物，只有在節日慶典才可適度地打扮；另外又規定用膳要精打細算。
- 懲治懶人：要求人人有事作，或效力自己的事業，或效力父母、主人，或效力國家。即使年老及傷殘人士亦如此，並可獲公共糧倉供給食物。
- 法定假期：為免人民勞作緊張疲憊，規定每月（以月相計算）有三天假日，讓人民作消遣。又規定每月三次大型交易會，每九天一次，讓鄉村住民可以進城逛市場。
- 分配資源：規定各省明確標邊界，邊界內的農地、森林、河流、湖塘等資源歸各省、城市管轄，即使地方首長也不得隨意破壞及分配。這些資源，供所屬地區的住民使用，並作為貢賦，繳交給王室及太陽神。
- 整頓風俗：布拉斯·巴萊拉說，帕查庫特克還推行了一系列有關治安、風俗的法律，如懲治褻瀆神明、弒父、殺害兄弟姐妹及其他殺人、背叛印加王、通姦、誘拐少女、強姦少女、猥褻太陽貞女、盜竊、雞姦、縱火、亂倫等等。此外，帕查庫特克又確認子女服從父母、婚姻，及立下領地繼承權、防止執法者貪污納賄的規定等等。[7]

## 對外征服

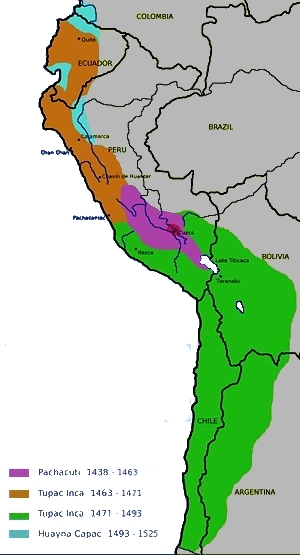
印加帝國領土擴張圖。其中紫色及褐色部份，是帕查庫特克在位時期（1438年-1471年）的征服地。

帕查庫特克在位時，對外進行了多場戰事，大大地擴張了帝國版圖。

### 的的喀喀湖地區
在的的喀喀湖一帶，帕查庫特克擊敗了當地的科利亞人及盧帕卡等民族，奪取了阿通科利亞（Hatun Colla）、丘奎圖地區，使印加帝國版圖伸入至玻利維亞邊境地區。

### 西北地區
帕查庫特克曾派遣他的兄弟，印加王公卡帕克·尤潘基率兵進攻瓦努科（位於現今秘魯中部），但卡帕克·尤潘基郤違抗王命，擅自佔領了重鎮卡哈馬卡（位於現今秘魯西北部），結果雖然獲得戰功，但郤被袙查庫特克處死。
在《印卡王室述評》中，對印加王公卡帕克·尤潘基的遭遇郤有另一說法，提到他經常攜同帕查庫特克的兒子圖帕克·印卡·尤潘基一起出征，奪取了西北部「欽察蘇尤」的大片土地。後來，卡帕克·尤潘因其赫赫戰功而獲賦予絕對權力，成為帕查庫特克身邊的第二把手，協助號令全國。

### 沿海地區
在帕查庫蒂克的晚年，則由兒子圖帕克·印卡·尤潘基擔當主要軍事將領，出征現今秘魯沿海地區的奇穆。圖帕克·印卡·尤潘基亦不負所託，並在該地留駐官員，使之納入印加政府管治。

## 晚年及去世
帕查庫蒂克享國時間甚久，到他晚年時，曾由先後由兒子阿馬魯（Amaru）及圖帕克·印卡·尤潘基協助治理帝國。在這段時期中，他在全國各地進行美化工程，興修水渠，建造太陽神廟及貞女宮等。約在1471年，帕查庫蒂克去世，由圖帕克·印卡·尤潘基繼位。死後，遺體按風俗進行防腐處理，人們為他舉行為期一年的悼念、祭祀、安葬儀式。

## 帕查庫蒂克與名勝馬丘比丘

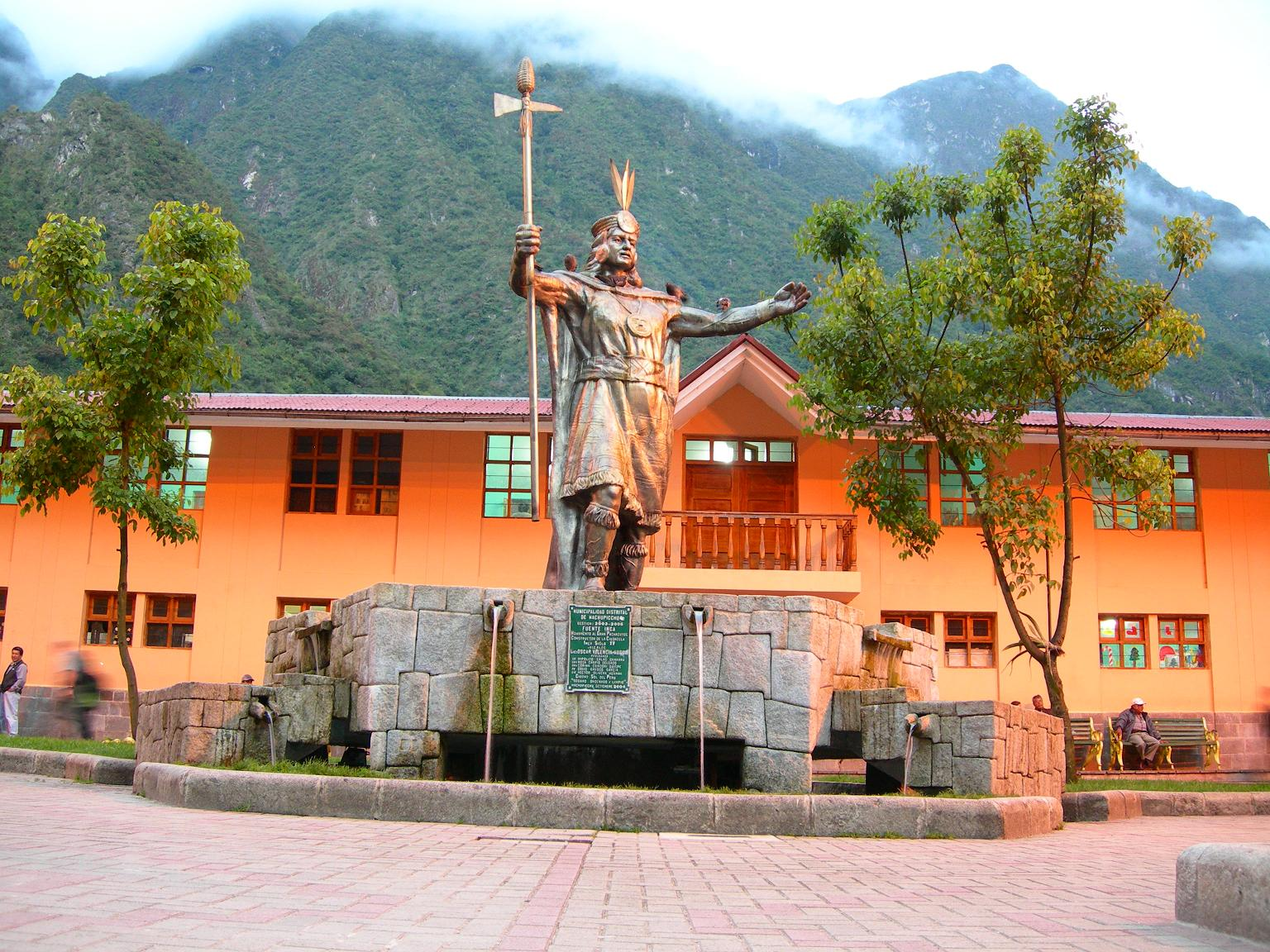
位於馬丘比丘的帕查庫特克塑像。

位於庫斯科西北約130公里外的名勝馬丘比丘遺趾，相信大約是建設於1450年，亦即帕查庫特克在位期間。在這裡，人們矗立起一座帕查庫特克的塑像，以作紀念。

## 評價
後世學者對於帕查庫蒂克顯赫的文治武功，有相當高的評價：
- 印加王孫印卡·加西拉索·德拉維加提到，他「待人親切，政績卓著，統治溫和，以像朱庇特主神一樣倍受愛戴和敬仰」。[14]
- 學者奈傑爾·戴維斯（英语：Nigel Davies）認為，帕查庫特克對印加帝國的轉變極大，「當他登位時，印加人還只是簡樸的村社群落；及致他去世時，印加人已管理著一個擴張主義帝國了」。[9]

## 外部連結
- （英文）.   [2008-05-08]. （原始内容存档于2018-12-25）.
- （英文）.   [2008-05-08]. （原始内容存档于2021-01-26）.
- （中文）.

| 前任： 維拉科查 | 薩帕·印卡 約1438年-1471年 | 繼任： 圖帕克·印卡·尤潘基 |